# Bodnár János Antal
Bodnár János Antal (Mezőzombor, 1904. január 11. – Szerencs, 1996. január 27.) tanító, a Demokrata Néppárt országgyűlési képviselője.

## Élete

### Ifjúkora és közszereplővé válása
Bodnár János és Jaczenkó Mária módos gazdálkodók gyermeke. Tizenketten voltak testvérek. római katolikus vallásban nevelkedett.
Már elemi iskolai tanulmányai mellett gazdálkodott családja földjén. Később, 1925-ben a Jászberényi Tanítóképző Főiskolán szerzett oklevelet. Első szolgálati helyén, a Nógrád vármegyei Ordaspusztán két évig, aztán 1927-től 1947-ig a Zemplén vármegyei Bekecs községben tanított és élt. Tanítói hivatása mellett aktívan szervezte a falu közéletét. Vezette a helyi Hangya Szövetkezet könyvelését, oktatott tűzoltókat és leventéket, méhészkedéssel és házinyúl-tenyésztéssel is foglalkozott. Részt vett a zempléni Magyar Parasztszövetség megszervezésében. A második világháború alatt zsidó munkaszolgálatosakat bújtatott.

### Politikai pályája
1945 januárjában belépett a Független Kisgazdapártba. A párt megyei szervezőjeként számos helyi pártalakulatot hozott létre. Az 1945-ös magyarországi nemzetgyűlési választásokon országgyűlési képviselővé választották. A kisgazdapárt azonban a szovjetizálódó Magyarországon 1947-ben már megváltozott politikai irányvonalat képviselt, így átlépett a Demokrata Néppártba. Megyéjében most a DNP megszervezéséhez fogott, és az 1947. augusztus 31-i országgyűlési választáson a párt megyei listáján mandátumot szerzett. 1947 októberétől a párt parlamenti frakciójának alelnökeként végezte munkáját. 1949 februárjában, Barankovics István, a párt elnöke emigrálása és a DNP munkájának felfüggesztése után pártonkívüliként megőrizte képviselői tisztségét.

### A kommunista diktatúra idején
Mandátumának lejárta után bár azonnal visszavonult a politikától, mégis fegyelmi eljárást indítottak ellene, és eltávolították tanítói állásából. 1957-ig a mezőzombori egyházközség kántoraként dolgozott, mellékállásokban pedig egyéb fizikai munkákat is vállalt. 1957 tavaszán rehabilitálták, ekkor újra tanítói tisztséget kapott az abaújkéri gyógypedagógiai intézetben. 1967-es nyugdíjazását követően újra mellékállásokat vállalt, hogy szerény jövedelmét kiegészítse. Az 1960-as évektől kezdve pedig újra bekapcsolódott a helyi közéletbe, egyéb tisztségek mellett községi tanácstag lett. Tizenkét község részvételével megszervezte az Abaúj és Környéke Nyúltenyésztő Szakcsoportot.

### A rendszerváltás után
Még megérte a rendszerváltást. Az újjászerveződő Demokrata Néppárt, azaz Kereszténydemokrata Néppárt mint a párt volt országgyűlési képviselőjét az országos pártvezetés tiszteletbeli tagjává választotta, valamint megkapta a Barankovics-emlékérmet. 1996 januárjában hunyt el.